# Campeonato Mineiro 2018
El Campeonato Mineiro de 2018 fue la edición 104.ª del principal campeonato de clubes de fútbol del Estado de Minas Gerais. El torneo fue organizado por la Federação Mineira de Futebol y está entre los torneos más importantes del país. Concedió tres cupos a la Copa de Brasil 2019 y dos más al Campeonato Brasileño de Fútbol Serie D 2019 para equipos que no pertenezcan a ninguna de las demás categorías.

## Sistema de juego
Los 12 equipos participantes del Módulo I se enfrentan entre sí en una única ronda jugando un máximo de 11 juegos en la primera fase. Los ocho mejores equipos clasificarán a la fase final del campeonato mientras que los dos últimos serán descendidos al Módulo II. De esta manera, se modifica el sistema de juego con respecto a las ediciones anteriores.
En la fase final, se jugarán cuartos de final a partido único mientras que las semifinales y la final serán jugados en partidos de ida y vuelta. Los mejores equipos en cada fase clasificarán a la siguiente hasta llegar al campeón del torneo.

### Criterios de desempate
En caso de empate en la primera fase, se sigue el siguiente orden:
1. Mayor número de partidos ganados.
2. Mejor diferencia de gol.
3. Mayor número de goles a favor.
4. Enfrentamiento directo.
5. Menor número de tarjetas rojas recibidas.
6. Menor número de tarjetas amarillas recibidas.
7. Sorteo.

En caso de empate en la fase de cuartos de final, se sigue el siguiente orden:
1. Mejor diferencia de gol.
2. Tiros desde el punto penal.

En caso de empate en las fases de semifinal y final, se sigue el siguiente orden:
1. Mejor diferencia de gol.
2. Rendimiento en la primera fase del torneo.

## Equipos participantes

### Ascensos y descensos
| Pos. | Descendidos en la temporada 2017 |
| ---- | -------------------------------- |
| 11º  | América de Teófilo Otoni         |
| 12º  | Tricordiano                      |

| Pos. | Ascendidos del Módulo II |
| ---- | ------------------------ |
| 1º   | Patrocinense             |
| 2º   | Boa Esporte              |

### Información de los equipos
| Equipo           | Ciudad               | Estadio            | Capacidad | Posición 2017  |
| ---------------- | -------------------- | ------------------ | --------- | -------------- |
| América Mineiro  | Belo Horizonte       | Independência      | 23 018    | 3º             |
| Atlético Mineiro | Belo Horizonte       | Independência      | 23 018    | 1°             |
| Boa Esporte      | Varginha             | Melão              | 15 471    | 2º (Módulo II) |
| Caldense         | Poços de Caldas      | Ronaldo Junqueira  | 7 600     | 5°             |
| Cruzeiro         | Belo Horizonte       | Mineirão           | 61 846    | 2°             |
| Demócrata        | Governador Valadares | José Mammoud Abbas | 8 674     | 10°            |
| Patrocinense     | Patrocínio           | Pedro Alves        | 8 000     | 1° (Módulo II) |
| Tombense         | Tombos               | Almeidão           | 3 050     | 7°             |
| Tupi             | Juiz de Fora         | Mario Helênio      | 31 863    | 8°             |
| Uberlândia       | Uberlândia           | Parque do Sabiá    | 53 350    | 6°             |
| URT              | Patos de Minas       | Zama Maciel        | 4 858     | 4°             |
| Villa Nova       | Nova Lima            | Castor Cifuentes   | 5 160     | 9°             |

## Primera fase
| Pos. | Equipos          | PJ | PG | PE | PP | GF | GC | Dif. | Pts. |
| ---- | ---------------- | -- | -- | -- | -- | -- | -- | ---- | ---- |
| 1.   | Cruzeiro         | 11 | 9  | 2  | 0  | 20 | 2  | +18  | 29   |
| 2.   | América Mineiro  | 11 | 6  | 3  | 2  | 14 | 8  | +6   | 21   |
| 3.   | Atlético Mineiro | 11 | 5  | 3  | 3  | 14 | 7  | +7   | 18   |
| 4.   | Tupi             | 11 | 5  | 1  | 5  | 19 | 16 | +3   | 16   |
| 5.   | Tombense         | 11 | 4  | 3  | 4  | 8  | 7  | +1   | 15   |
| 6.   | URT              | 11 | 4  | 3  | 4  | 12 | 13 | -1   | 15   |
| 7.   | Boa Esporte      | 11 | 4  | 2  | 5  | 5  | 9  | -4   | 14   |
| 8.   | Patrocinense     | 11 | 3  | 3  | 4  | 13 | 14 | -1   | 13   |
| 9.   | Caldense         | 11 | 3  | 3  | 4  | 9  | 12 | -3   | 13   |
| 10.  | Villa Nova       | 11 | 3  | 2  | 6  | 12 | 16 | -4   | 11   |
| 11.  | Demócrata        | 11 | 3  | 1  | 7  | 12 | 25 | -13  | 10   |
| 12.  | Uberlândia       | 11 | 3  | 0  | 8  | 9  | 18 | -9   | 9    |

|  |                                                     |
|  | Clasificados a la fase final.                       |
|  | Descendidos al Campeonato Mineiro - Módulo II 2018. |

### Resultados
- Los estadios y horarios del torneo se encuentra en la página oficial de la FMF.[4]

- La hora de cada encuentro corresponde al huso horario correspondiente al Estado de Minas Gerais (UTC-3).

| América Mineiro | 2 - 1 | Patrocinense     | Independência      | 17 de enero | 19:30 |
| Tombense        | 1 - 0 | Villa Nova       | Almeidão           | 17 de enero | 20:00 |
| Demócrata       | 1 - 2 | Caldense         | José Mammoud Abbas | 17 de enero | 20:30 |
| Uberlândia      | 0 - 2 | URT              | Parque do Sabiá    | 17 de enero | 20:30 |
| Cruzeiro        | 2 - 0 | Tupi             | Mineirão           | 17 de enero | 21:45 |
| Boa Esporte     | 0 - 0 | Atlético Mineiro | Melão              | 18 de enero | 19:30 |

| Tupi             | 2 - 5 | Uberlândia      | Mario Helênio    | 20 de enero | 17:00 |
| Caldense         | 0 - 0 | Cruzeiro        | Ronaldão         | 20 de enero | 21:30 |
| Villa Nova       | 0 - 1 | Boa Esporte     | Castor Cifuentes | 21 de enero | 16:00 |
| Patrocinense     | 2 - 1 | Tombense        | Pedro Alves      | 21 de enero | 16:00 |
| Atlético Mineiro | 3 - 0 | Demócrata       | Independência    | 21 de enero | 17:00 |
| URT              | 0 - 0 | América Mineiro | Zama Maciel      | 21 de enero | 19:30 |

| América Mineiro | 2 - 0 | Tupi             | Independência    | 24 de enero | 19:30 |
| Boa Esporte     | 0 - 1 | Demócrata        | Melão            | 24 de enero | 20:00 |
| Caldense        | 0 - 0 | Tombense         | Ronaldão         | 24 de enero | 20:30 |
| Patrocinense    | 1 - 1 | URT              | Pedro Alves      | 24 de enero | 20:30 |
| Cruzeiro        | 4 - 0 | Uberlândia       | Independência    | 24 de enero | 21:45 |
| Villa Nova      | 1 - 0 | Atlético Mineiro | Castor Cifuentes | 25 de enero | 18:30 |

| América Mineiro  | 1 - 0 | Boa Esporte  | Independência      | 27 de enero | 16:30 |
| Tombense         | 1 - 2 | Cruzeiro     | Ipatingão          | 27 de enero | 19:00 |
| Uberlândia       | 2 - 0 | Villa Nova   | Parque do Sabiá    | 28 de enero | 17:00 |
| Tupi             | 2 - 1 | Caldense     | Mario Helênio      | 28 de enero | 17:00 |
| Atlético Mineiro | 2 - 2 | Patrocinense | Independência      | 28 de enero | 17:00 |
| Demócrata        | 1 - 2 | URT          | José Mammoud Abbas | 29 de enero | 20:30 |

| Tombense     | 1 - 0 | Uberlândia       | Almeidão         | 3 de febrero | 16:00 |
| Villa Nova   | 3 - 1 | Tupi             | Castor Cifuentes | 4 de febrero | 16:00 |
| Patrocinense | 1 - 1 | Demócrata        | Pedro Alves      | 4 de febrero | 16:00 |
| Cruzeiro     | 1 - 0 | América Mineiro  | Mineirão         | 4 de febrero | 17:00 |
| Caldense     | 0 - 1 | Boa Esporte      | Ronaldão         | 4 de febrero | 17:00 |
| URT          | 0 - 1 | Atlético Mineiro | Zama Maciel      | 4 de febrero | 19:30 |

| Uberlândia       | 0 - 3 | América Mineiro | Parque do Sabiá    | 8 de febrero  | 20:15 |
| Tupi             | 3 - 0 | Patrocinense    | Mario Helênio      | 9 de febrero  | 20:00 |
| Demócrata        | 0 - 2 | Cruzeiro        | José Mammoud Abbas | 9 de febrero  | 21:30 |
| Boa Esporte      | 0 - 0 | Tombense        | Melão              | 10 de febrero | 11:00 |
| Villa Nova       | 3 - 2 | URT             | Castor Cifuentes   | 10 de febrero | 16:00 |
| Atlético Mineiro | 1 - 2 | Caldense        | Independência      | 10 de febrero | 16:30 |

| Boa Esporte     | 1 - 0 | Uberlândia       | Melão         | 16 de febrero | 20:00 |
| Tombense        | 3 - 1 | Demócrata        | Almeidão      | 17 de febrero | 16:00 |
| Cruzeiro        | 1 - 0 | Villa Nova       | Mineirão      | 17 de febrero | 16:30 |
| Caldense        | 0 - 2 | Patrocinense     | Ronaldão      | 18 de febrero | 16:00 |
| URT             | 0 - 2 | Tupi             | Zama Maciel   | 18 de febrero | 16:00 |
| América Mineiro | 0 - 3 | Atlético Mineiro | Independência | 18 de febrero | 17:00 |

| Tombense     | 0 - 0 | América Mineiro  | Almeidão           | 23 de febrero | 20:30 |
| Patrocinense | 2 - 0 | Villa Nova       | Pedro Alves        | 24 de febrero | 16:00 |
| Cruzeiro     | 3 - 0 | Boa Esporte      | Mineirão           | 24 de febrero | 16:30 |
| Caldense     | 1 - 1 | URT              | Ronaldão           | 25 de febrero | 16:00 |
| Tupi         | 1 - 1 | Atlético Mineiro | Mario Helênio      | 25 de febrero | 17:00 |
| Demócrata    | 1 - 0 | Uberlândia       | José Mammoud Abbas | 26 de febrero | 20:30 |

| Tupi             | 1 - 0 | Boa Esporte  | Mario Helênio    | 3 de marzo | 16:00 |
| Villa Nova       | 1 - 1 | Caldense     | Castor Cifuentes | 3 de marzo | 16:00 |
| Atlético Mineiro | 0 - 1 | Cruzeiro     | Independência    | 4 de marzo | 11:00 |
| Uberlândia       | 1 - 0 | Patrocinense | Parque do Sabiá  | 4 de marzo | 16:00 |
| URT              | 1 - 0 | Tombense     | Zama Maciel      | 4 de marzo | 16:00 |
| América Mineiro  | 2 - 1 | Demócrata    | Independência    | 4 de marzo | 17:00 |

| América Mineiro | 2 - 0 | Caldense         | Independência      | 7 de marzo | 19:30 |
| Tombense        | 1 - 0 | Tupi             | Almeidão           | 7 de marzo | 20:00 |
| Boa Esporte     | 2 - 1 | Patrocinense     | Melão              | 7 de marzo | 20:00 |
| Demócrata       | 4 - 3 | Villa Nova       | José Mammoud Abbas | 7 de marzo | 20:30 |
| Cruzeiro        | 3 - 0 | URT              | Mineirão           | 7 de marzo | 21:45 |
| Uberlândia      | 0 - 2 | Atlético Mineiro | Parque do Sabiá    | 8 de marzo | 19:15 |

| Caldense         | 2 - 1 | Uberlândia      | Ronaldão         | 11 de marzo | 17:00 |
| Villa Nova       | 1 - 1 | América Mineiro | Castor Cifuentes | 11 de marzo | 17:00 |
| Atlético Mineiro | 1 - 0 | Tombense        | Independência    | 11 de marzo | 17:00 |
| Tupi             | 7 - 1 | Demócrata       | Mario Helênio    | 11 de marzo | 17:00 |
| URT              | 2 - 0 | Boa Esporte     | Zama Maciel      | 11 de marzo | 17:00 |
| Patrocinense     | 1 - 1 | Cruzeiro        | Pedro Alves      | 11 de marzo | 17:00 |

## Fase final
|  | Cuartos de final | Cuartos de final | Cuartos de final |   |                 | Semifinales      | Semifinales      | Semifinales      |  |  | Final          | Final          | Final          |
|  | 17 y 18 de marzo | 17 y 18 de marzo | 17 y 18 de marzo |   |                 | 21 y 25 de marzo | 21 y 25 de marzo | 21 y 25 de marzo |  |  | 1 y 8 de abril | 1 y 8 de abril | 1 y 8 de abril |
|  |                  |                  |                  |   |                 |                  |                  |                  |  |  |                |                |                |
|  | Cruzeiro         | 2                | --               |   |                 |                  |                  |                  |  |  |                |                |                |
|  | Patrocinense     | 0                | --               |   |                 |                  |                  |                  |  |  |                |                |                |
|  | Patrocinense     | 0                | --               |   | Cruzeiro        | 1                | 2                |                  |  |  |                |                |                |
|  |                  |                  |                  |   | Cruzeiro        | 1                | 2                |                  |  |  |                |                |                |
|  |                  | Tupi             | 0                | 1 |                 |                  |                  |                  |  |  |                |                |                |
|  | Tupi             | Tupi             | 0                | 1 | 0 (4)           | --               |                  |                  |  |  |                |                |                |
|  | Tupi             |                  |                  |   | 0 (4)           | --               |                  |                  |  |  |                |                |                |
|  | Tombense         | 0 (2)            | --               |   |                 |                  |                  |                  |  |  |                |                |                |
|  |                  |                  |                  |   |                 |                  |                  |                  |  |  | Cruzeiro       | 1              | 2              |
|  |                  |                  | Atlético Mineiro | 3 | 0               |                  |                  |                  |  |  |                |                |                |
|  | América Mineiro  | 1                | --               |   |                 |                  |                  |                  |  |  |                |                |                |
|  | Boa Esporte      | 0                | --               |   |                 |                  |                  |                  |  |  |                |                |                |
|  | Boa Esporte      | 0                | --               |   | América Mineiro | 0                | 0                |                  |  |  |                |                |                |
|  |                  |                  |                  |   | América Mineiro | 0                | 0                |                  |  |  |                |                |                |
|  |                  | Atlético Mineiro | 1                | 2 |                 |                  |                  |                  |  |  |                |                |                |
|  | Atlético Mineiro | Atlético Mineiro | 1                | 2 | 1               | --               |                  |                  |  |  |                |                |                |
|  | Atlético Mineiro |                  |                  |   | 1               | --               |                  |                  |  |  |                |                |                |
|  | URT              | 0                | --               |   |                 |                  |                  |                  |  |  |                |                |                |

- Nota: En cada llave, el equipo ubicado en la primera línea es el que ejerce la localía en el partido de vuelta.

| Bandera del estado de Minas Gerais |
| Campeón Cruzeiro                   |
| 37.º título                        |

## Clasificación general
- El campeonato otorga cuatro cupos para la Copa de Brasil 2019 y, si algún equipo lo tiene garantizado por otra vía, pasará al siguiente en la clasificación general. Además, otorga tres cupos para la Serie D 2019 a los equipos que no se encuentren en ninguna de las demás categorías.

| Pos. | Equipos          | PJ | PG | PE | PP | GF | GC | Dif. | Pts. |
| ---- | ---------------- | -- | -- | -- | -- | -- | -- | ---- | ---- |
| 1.   | Cruzeiro         | 16 | 13 | 2  | 1  | 28 | 9  | +19  | 41   |
| 2.   | Atlético Mineiro | 16 | 9  | 3  | 4  | 21 | 19 | +11  | 30   |
| 3.   | América Mineiro  | 14 | 7  | 3  | 4  | 15 | 11 | +4   | 24   |
| 4.   | Tupi             | 14 | 5  | 2  | 7  | 20 | 19 | +1   | 17   |
| 5.   | Tombense         | 12 | 4  | 3  | 5  | 8  | 8  | 0    | 15   |
| 6.   | URT              | 12 | 4  | 3  | 5  | 12 | 14 | -2   | 15   |
| 7.   | Boa Esporte      | 12 | 4  | 2  | 6  | 5  | 10 | -5   | 14   |
| 8.   | Patrocinense     | 12 | 3  | 4  | 5  | 13 | 16 | -3   | 13   |
| 9.   | Caldense         | 11 | 3  | 4  | 4  | 9  | 12 | -3   | 13   |
| 10.  | Villa Nova       | 11 | 3  | 2  | 6  | 12 | 16 | -4   | 11   |
| 11.  | Demócrata        | 11 | 3  | 1  | 7  | 12 | 25 | -13  | 10   |
| 12.  | Uberlândia       | 11 | 3  | 0  | 8  | 9  | 18 | -9   | 9    |

|  |                                                                       |
|  | Campeón.                                                              |
|  | Subcampeón.                                                           |
|  | Clasificado a la Copa de Brasil 2019 y clasificado a la Serie D 2019. |
|  | Clasificado a la Copa de Brasil 2019.                                 |
|  | Clasificado a la Serie D 2019.                                        |
|  | Descendidos al Campeonato Mineiro - Módulo II 2019.                   |